# Dschabal al-Hass
Dschabal al-Hass oder Ahass (arabisch جبل الحص, DMG Ǧabal al-Ḥaṣṣ oder جبل الأحص, DMG Ǧabal al-Aḥaṣṣ) ist ein 500 Meter hohes Plateau (maximale Höhe 638 m) am Nordrand der Syrischen Wüste. Es liegt im Distrikt Safīra des nördlichen Gouvernements Aleppo.

## Ort und Beschreibung
Das Plateau erstreckt sich über 60 km westlich entlang des Sabchat al-Dschabbul von Sfireh im Norden bis Sabchat Charāyidsch und Sabchat Ḥammām im Süden und ist etwa 30 km breit. Im Osten liegen die Qinnasrīn-Ebene (südliche Aleppo-Ebene) und das Maṭch-Tiefland. Im Südosten befindet sich eine kleinere Erhebung namens Dschabal Schabīth (höchster Punkt 360 m), hinter der Sabchat Schabīth liegt. Die Ebene von Chunāṣir liegt zwischen den Bergen Ḥaṣṣ und Schabīth.
Das Gebiet hat mehr als 150 Dörfer, die von Beduinen oder Menschen beduinischer Abstammung bewohnt werden. Es ist eine der ärmsten Regionen Syriens. Ein Entwicklungsprojekt soll den Lebensstandard verbessern.
Auf dem Berg Ḥaṣṣ wurde kürzlich eine Festung aus der klassischen Antike freigelegt.